# Pseudozumia rufipetiolata
Pseudozumia rufipetiolata är en stekelart som först beskrevs av Wickward.  Pseudozumia rufipetiolata ingår i släktet Pseudozumia och familjen Eumenidae. Inga underarter finns listade i Catalogue of Life.